# Паоло Фернандес
Паоло Фернандес Кантін (ісп. Paolo Fernandes Cantin, нар. 19 серпня 1998, Сарагоса, Іспанія) — іспанський футболіст, вінгер грецького клубу АЕК.

## Ігрова кар'єра
Грати у футбол Паоло Фернандес почав в академії іспанського клубу «Реал Сарагоса» зі свого рідного міста. У 2013 році Фернандес перебрався до футбольної школи англійського «Манчестер Сіті». З 2017 року вінгера було внесено до заявки основного складу. Та через високу конкуренцію в основі «містян» Фернандес так і не зіграв жодного матчу за першу команду «Сіті». Майже одразу він був відданий в оренду. Футболіст пограв у нідерландській Ередивізі у клубі «НАК Бреда». Після цього була італійська «Перуджа».
Після закінчення контракту з «Ман Сіті», Фернандес повернувся до Іспанії, де провів один сезон у клубі Сегунди «Кастельйон». Та вже через рік, у червні 2021 року стало відомо, що Фернандес переходить до грецького «Волоса». Провівши повний сезон у складі «Волоса», у вересні 2022 року футболіст підписав чотирирічний контракт зі столичним клубом АЕК. Але до кінця 2022 року залишався у «Волосі» на правах оренди. 1 січня 2023 року іспанський вінгер став повноцінним гравцем АЕКа.
У травні 2023 року Паоло Фрнандес за п'ять хвилин до закінчення матчу вийшов на заміну у фіналі Кубка Греції і забив другий гол АЕКа.

## Титули
АЕК
 Чемпіон Греції: 2022/23
 Переможець Кубка Греції: 2022/23